# Gurdon Saltonstall Hubbard
 (avril 2011).
Si vous disposez d'ouvrages ou d'articles de référence ou si vous connaissez des sites web de qualité traitant du thème abordé ici, merci de compléter l'article en donnant les références utiles à sa vérifiabilité et en les liant à la section « Notes et références ».
Pour les articles homonymes, voir Hubbard.
Gurdon Saltonstall Hubbard (22 août 1802 à Windsor, Vermont - 14 septembre 1886 à Chicago, Illinois) était un commerçant de fourrures américain, souscripteur d'assurance et spéculateur foncier. Hubbard est arrivé à Chicago le 1er octobre 1818. Il a fait construire le premier parc de stockage de Chicago et a participé au boom immobilier dans l'Est de Chicago.